# Alexeter scapularis
Alexeter scapularis là một loài tò vò trong họ Ichneumonidae.